# Edmund Griffith
Edmund Reginald Griffith (Paramaribo, 3 oktober 1939 – aldaar, 25 februari 2024) was een Surinaams voetballer. Daarnaast speelde hij cricket en basketbal en werd hij na zijn voetbalcarrière trainer.

## Biografie
Edmund Griffith groeide op in Nickerie en deed aan cricket, basketbal en voetbal. Als voetballer kwam hij uit voor Zwaluw.
Vanaf 1956 woonde hij in Paramaribo en speelde daar voetbal voor Dynamo in de Tweede Klasse. Hij speelde zich in de kijker en was tussen 1957 en 1959 opgenomen in de selectie van het Surinaamse voetbalelftal. Hij speelde oefenwedstrijden tegen Surinaamse clubs, maar kwam toen niet uit tijdens interlands.
Vanaf eind 1959 speelde hij in de voorhoede van SV Leo Victor en groeide uit tot de belangrijkste speler. Als aanvoerder won hij de landskampioenschappen op rij van 1964 tot 1967. Hierna nam Frits Purperhart de aanvoerdersband van hem over. Hij bleef zelf nog tot 1972 voor Leo Victor spelen. Hierna stopte hij met voetballen op het hoogste niveau en ging verder als trainer. In 1964 maakte hij ook deel uit van het Olympische Surinaamse voetbalelftal.
In 2013 werd hij met andere oud-voetballers in de spotlight gezet door de Surinaamse Voetbal Bond, tijdens een ere-bijeenkomst voor 60+profs.
Edmund Griffith overleed in 2024. Hij is 84 jaar oud geworden.

## Persoonlijk
Edmund Griffith woonde zijn jaren in Suriname. Zijn dochter, Laetitia Griffith, werd in Nederland een bekend politica en bestuurder.